# 河原勇
河原 勇（かわはら いさむ、1926年（大正15年）3月15日 - 2012年（平成24年）3月1日）は、日本の政治家。東京都目黒区長（2期）。

## 来歴
1926年3月15日、杉並区に生まれる。早稲田大学政治経済学部卒業。東京都出納長室主査、目黒区戸籍課長、区民課長、総務課長、福祉問題担当主幹、区民センター管理事務所長、区民部長、企画部長、助役を経て、1990年自・社・公・民・社民連・進歩・スポーツ平和・サラ新の8党からの推薦を受けて目黒区長選挙に出馬し、当選。1994年には自・社・新生・公・日本新・さきがけ・民社7党の推薦を受けて再選を果たした。1998年5月に区長引退を表明し、10月20日の任期満了に伴って辞任した。2012年3月1日、大腸癌のため死去、85歳。死没日をもって正六位に叙される。
子はイオンモール役員などを務めた河原健次。

## 栄典
- 2000年 - 勲四等瑞宝章
- 2012年 - 正六位